# New Carlisle (Ohio)
New Carlisle ist eine City im Clark County im US-Bundesstaat Ohio, 20 Kilometer westlich von Springfield und nördlich von Dayton. In New Carlisle kreuzen sich die State Routes 235 und 571. Das U.S. Census Bureau ermittelte bei der Volkszählung 2020 eine Einwohnerzahl von 5559.

## Geschichte
Der Ort wurde im Jahre 1810 gegründet. 1910 wohnten dort erstmals über 1000 Einwohner.
Am 21. Juni 1933 beging John Dillinger seinen ersten Banküberfall auf die National Bank in Carlisle.
Die Einwohnerzahl stieg von 1950 bis 1980 von 1500 auf 6500, als dank des Automobils immer mehr Einwohner der Großstädte Springfield und Dayton aufs Land zogen, um von dort aus zur Arbeit zu pendeln. Seit 1980 ist die Zahl der Einwohner wieder gesunken.
1973 wurde New Carlisle in den Status einer „City“ (Stadt) erhoben.

## Kirchen und Religionsgemeinschaften
In New Carlisle existieren Kirchengemeinden der katholischen Kirche der Baptisten, Nazarener und Methodisten.

## Museum
- Privates „Fire Museum“, das sich der Feuerwehr-Ausstattung im 19. Jahrhundert gewidmet hat

## Persönlichkeiten
- Frederick Funston (1865–1917), US-General und Militärkommandeur von San Francisco während des „Großen Bebens“ von 1906
- Roy Plunkett (1910–1994), Erfinder des Teflon-Belags